# 102 (getal)
102 is het natuurlijke getal volgend op 101 en voorafgaand aan 103.

## In de wiskunde
Honderdtwee is
- een Harshadgetal
- de som van vier priemgetallen ( 19 + 23 + 29 + 31 )
- een overvloedig getal

## Overig
102 is ook:
- het jaar 102 v.Chr. of het jaar 102
- het aantal honden in de film 102 Dalmatiërs
- het atoomnummer van het scheikundig element Nobelium (No)
- een waarde uit de E-reeksen E96 en E192